# سنت-فوست
سنت-فوست (به فرانسوی: Sainte-Fauste) یک کمون در فرانسه است که در اندر واقع شده‌است. سنت-فوست ۲۳٫۰۷ کیلومتر مربع مساحت و ۲۹۳ نفر جمعیت دارد و ۱۴۱ متر بالاتر از سطح دریا واقع شده‌است.